# William J. Fields

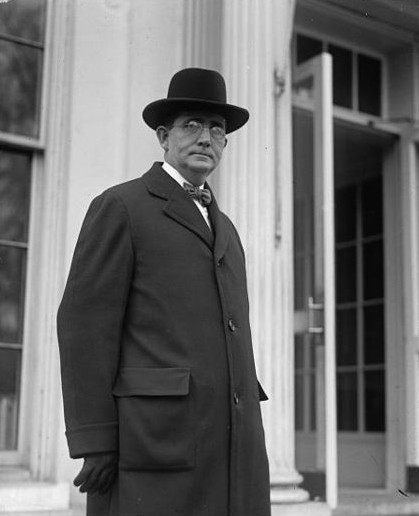
William J. Fields

William Jason Fields, född 29 december 1874 i Carter County, Kentucky, död 21 oktober 1954 i Grayson, Kentucky, var en amerikansk politiker (demokrat). Han var guvernör i delstaten Kentucky 1923-1927.
Han var det fjärde av Christopher och Alice Fields tolv barn. Efter skolgången i Carter County studerade han vid University of Kentucky. Han var jurist, hade ett jordbruk och ägde ett fastighetsföretag i staden Olive Hill. Han gifte sig 1893 med Dora McDavid och paret fick sex barn.
Hans första försök i delstatspolitiken misslyckades men han blev senare invald i USA:s representanthus med hjälp av sin slogan "Honest Bill from Olive Hill". Han representerade Kentuckys 9:e distrikt i representanthuset 1911-1923.
Demokraternas kandidat i 1923 års guvernörsval i Kentucky J. Campbell Cantrill avled plötsligt. Alben W. Barkley, som hade blivit tvåa i demokraternas primärval, tackade nej till att kandidera i den situationen. Partiet kom överens om att ställa upp Fields som också vann valet. Som guvernör förbjöd han dans i guvernörens residens. I sin politik satsade han på trafik- och utbildningsfrågor. Han var troende metodist.